# Clan Ogilvy
Il clan Ogilvy o Ogilvie è un clan scozzese delle Highlands, risiedente principalmente nella contea di Angus.

## Storia
Il clan Ogilvy rivendica origini altomedievali, identificando i suoi membri originari nei primi conti di Angus, che salirono al potere infeudati da re Guglielmo I di Scozia nel XII secolo. Gli Ogilvy rimasero comunque per alcuni secoli solo un clan minore delle Highlands, assurgendo infine ad un ruolo di prominenza nella politica scozzese a partire dal XV secolo a causa del favore accordato loro dagli Stuart.
Nel corso dei secoli il clan acquisì numerosi feudi e titoli nobiliari, segnatamente quelli di conte di Angus, conte di Airlie e conte di Seafield. Nel XVI secolo gli Ogilvy si convertirono al protestantesimo, ma un loro membro, John Ogilvie, tornò cattolico e fu martirizzato, venendo poi proclamato santo. Nel XVII secolo gli Ogilvy rimasero fedeli agli Stuart e combatterono per loro durante la guerra civile inglese, finendo però decimati nelle battaglie di Kilsyth, Inverlochy e Philiphaugh.
Gli Ogilvy si confermarono partigiani degli Stuart anche durante le insurrezioni giacobite del XVIII secolo, le cui pessime riuscite minarono ulteriormente l'autorità del clan. Poiché contro gli Ogilvy erano stati emessi numerosi Writ of Attainder che li rendevano a tutti gli effetti fuorilegge, all'inizio del XIX secolo, estintasi la linea principale dei conti di Airlie, gli eredi del clan dovettero intentare lunghi procedimenti giudiziari per poter succedere alla guida della famiglia.
Nel XIX secolo una branca degli Ogilvy fu stabilita in Canada nella città di Montréal. Fin dall'età moderna il capoclan degli Ogilvy è considerato il conte di Airlie.

## Castelli e residenze
Oltre a molti possedimenti minori, il clan Ogilvy vanta la proprietà delle seguenti residenze:
- Castello di Airlie, Airlie, Scozia, sede ufficiale del clan
- Castello di Cortachy, Kirriemuir, Scozia
- Castello di Findlater, Moray Firth, Scozia, in rovina
- Castello di Auchindoun, Auchindoun, Scozia, detenuto tra il XV e il XVI secolo e poi ceduto al clan Gordon